# Bactrocera jarvisi
Bactrocera jarvisi
 es una especie de díptero que Tryon describió por primera vez en 1927. Bactrocera jarvisi pertenece al género Bactrocera de la familia Tephritidae.  